# Suez (ville)
Pour les articles homonymes, voir Suez.
Suez (السويس as-Suways en arabe) est un port d'Égypte, situé à l'embouchure du canal de Suez au nord du golfe de Suez, lui-même relié plus au sud à la mer Rouge. La population est d'environ 745 000 habitants en 2018. L'économie de la ville repose essentiellement sur le trafic maritime avec la présence fondamentale du canal, ainsi que sur les raffineries de pétrole.

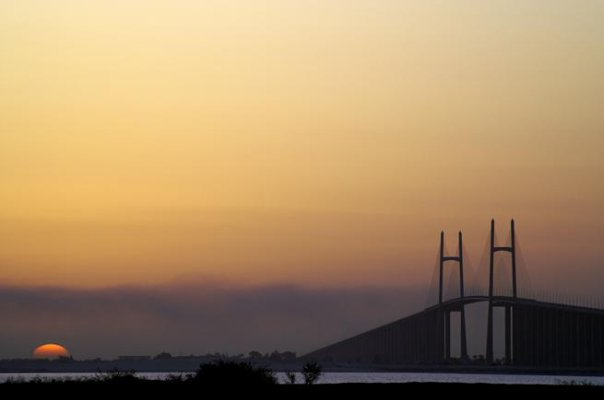
Vue du coucher du soleil depuis la terre jusqu'au pont du canal de Suez, qui relie l'Afrique à l'Asie

| \| Localisation du Canal de Suez dans le Monde \| Port-Saïd Pont du Canal de Suez Pont d'El Ferdan Ismaïlia Lac Timsah Grand Lac Amer Petit Lac Amer Tunnel Ahmed Hamdi Suez |
| Localisation du Canal de Suez dans le Monde |

## Histoire

### Antiquité
Sur le site actuel de la ville de Suez, Il existait depuis l'Antiquité une cité dénommée Arsinoé (en) sous les Lagides ou Clysma. Elle remonte au moins au IIIe siècle avant notre ère. Cette cité était un port très important durant l'époque hellénistique et romaine pour le commerce en mer Rouge. C'était un lieu de passage dans le commerce entre le port méditerranéen de Péluse et la mer Rouge. C'était aussi le point de départ pour les marchands en direction de Éthiopie et vers l'Inde dans le cadre du commerce entre Rome et l'Inde. Le port avait une importance particulière dans ce commerce notamment car il était sur l'embouchure du canal qui reliait le Nil à la mer Rouge et permettait de transporter les marchandises vers Alexandrie.Durant l'époque byzantine le port garde son importance dans le cadre de ce commerce.
Après la conquête arabe, le port, alors connu sous le nom d'Al-Quzlum fut une étape sur le trajet entre Le Caire et le Hedjaz et donc un lieu de départ pour les caravanes du Hajj. L'importance commerciale de la ville décline la route commerciale passe par les ports de Aydhab et Al-Qusair mais le port reste important pour le commerce en mer Rouge pendant l'époque ottomane.

### Époque Contemporaine
La ville reprend beaucoup d'importance avec la construction du Canal de Suez notamment avec la construction de deux ports importants : le Port Ibrahim et le Port Tewfik.
La ville a été complètement détruite et désertée après la guerre des Six Jours en 1967. Elle a été reconstruite après la réouverture du canal de Suez en 1975 qui est le lien entre la mer Méditerranée, le golfe de Suez et la mer Rouge. Sont alors construites de nombreuses raffineries de pétrole et d'autres industries comme des aciéries ou des industries pharmaceutiques. En 1975 le port devient également un Port franc.

## Infrastructures et transport
La ville abrite deux ports principaux : Port Ibrahim et Port Tewfik (ar). Elle aussi connectée par autoroute et par rails au Caire et à Port Saïd.

## Sport
La ville jouit depuis peu d'une certaine notoriété sportive, avec trois clubs de football, le Suez Montakhab fondé en 1967, le Petrojet Football Club fondé en 1980, et le Asmant Al Suwais fondé en 1995. Les trois équipes évoluent dans le stade de Suez, stade de 25 000 places qui a notamment accueilli la coupe du monde de football des moins de vingt ans en 2009.

## Dans la culture
Cette ville est une des étapes de Phileas Fogg dans Le Tour du monde en quatre-vingts jours, de Jules Verne. Le détective Fix l'y attend, le prenant pour le voleur de la Banque d'Angleterre.